# سندرم بنیان گذار

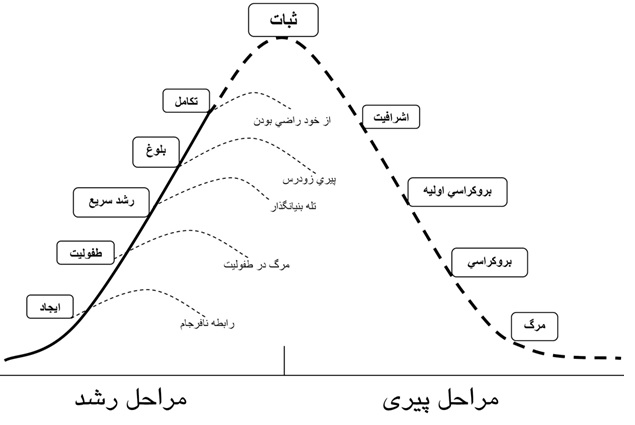
نمودار دوره عمر سازمانی

سندرم بنیان‌گذار(به انگلیسی: Founder's Syndrome) یک اصطلاح عمومی برای یک مشکل بزرگ و ریشه‌ای سازمانی است که در آن یک یا چند نفر از بنیان‌گذاران با حفظ نامتناسب قدرت و نفوذ خود منجر به طیف گسترده ای از مشکلات برای سازمان می‌شوند. به صورت دیگر شور و جاذبه بنیان‌گذاران که منابع اولیه خلاقیت و بهره وری سازمان هستند باعث محدود و یا عامل مخرب سازمان می‌شوند. این سندرم در هر دو سازمان غیر انتفاعی و انتفاعی به وجود می‌آید و ممکن است به سادگی مانع رشد بیشتر و موفقیت پروژه شده، از میان رفتن و مرگ سازمان و یا باعث فساد اداری شود. 
ایساک ادیزس در کتاب دوره عمر سازمانی خود از این موضوع به نام تله بنیان‌گذار نام می‌برد. در تصویر نمودار سازمانی بالا مرحله تله بنیان‌گذار بعنوان یکی از نشانه‌های دوره جوانی(اولیه تا اواسط) یک سازمان، مشهود است. اما اگر سندرم بنیان‌گذار را  یک بیماری سندرم انسانی فرض کنیم، می‌توان تک تک این مراحل را علائم(Symptoms) سندرم دانست. اگر در حکومتی، احزاب سیاسی و سازمان‌های مردم‌نهاد صنفی، که البته حکومت کشوری را ایجاد کرده‌اند، در مسائل کاملاً مربوط به امور دیپلماتیک دخالت زیادی کنند، ممکن است آن کشور افت اغلب بین المللی محسوسی مانند شکست در جنگ روانی یا کاهش واردات محصول را تجربه کند؛ یا برخی پارامترهای نیمه-داخلی منفی مانند افزایش نرخ انواع ارز و تورم را داشته باشد.